# 孫佩蒼

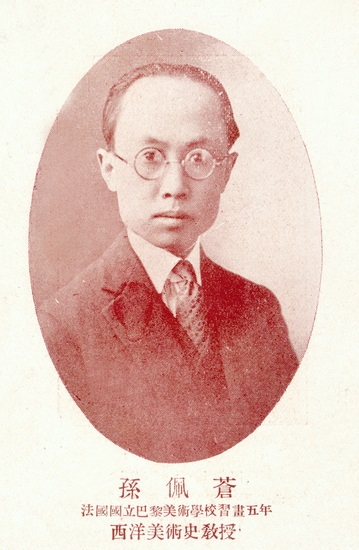
孙佩苍在东北大学的照片（1929年）

孫佩蒼（1889年—1942年1月3日），字雨珊，辽宁辽阳人，中华民国美术史家、收藏家、教育家、政治人物。

## 生平
孫佩蒼早年自北洋师范优级博物科毕业。后来在奉天省做到奉天教育视学。中法教育会公布留法勤工俭学时，他以“教育调查员”的身份俭学，1920年11月7日自上海乘坐法国邮船“包岛斯号”驶往法国马赛港。同船的有“俭学”和“勤工”的学生179名，周恩来也在其内。当时，孫佩蒼不会法语、英语，家中已育有三个子女，妻子又正怀孕。孫佩蒼到法国以后，先在位于巴黎市郊的“郭伯郎学校”学法语及绘画，随后考入巴黎美术学校绘画科。他先接受初级美术训练，后来由于年龄和学资的问题，转攻美术史。在学期间，孫佩蒼游历意大利、英国、德国、苏俄、荷兰、西班牙等十个国家，考察了近百座教堂、美术馆。他还大量搜购欧洲原画和典籍，并写了一篇《法兰西现代教育现状》。《蒋碧微回忆录》记载，该时期，孫佩蒼和同在法国学习的徐悲鸿、谢寿康、张道藩、常玉、郭有守、邵洵美、江小鹣等人结成好友；为了调侃中国知名的西画美术组织“天马会”，这些艺术家还成立了“天狗会”。
1927年1月，孫佩蒼回到中国，此后历任四洮铁路局秘书、东北大学文学院专任教授兼法工学院教授，其间和李有兰、张之汉、李湘更、秋烟云等人一起筹办美术研究社，借沈阳故宫西院作为社址，于1927年10月成立，这是沈阳首个美术团体。该社先后多次在沈阳故宫办画展，影响很大。其间，孫佩蒼发表长篇论文《美术与人生的关系》。孫佩蒼为沈阳现代美术的奠基者之一。1928年，孫佩蒼在东北大学与五位教授创建了爱国组织“一六同心会”，其中只有孫佩蒼是中国国民党党员。
1930年底，应法国邀请，并经南京国民政府教育部任命，孫佩蒼到法国担任里昂中法大学校长，并代表中华民国出任国际联盟宗旨教育青年委员会中国委员，后来又取代日本人接任教育专家委员会东方委员。其间，孫佩蒼继续研究并收藏美术作品，收集到从写实主义到印象派的许多印刷品及原作。他受国立北平研究院的委托，代为搜集欧洲艺术品。
回国之后，孫佩蒼被任命为中國國民黨東北黨務辦事處主任委员。民國二十七年（1938年）因久不赴任而被撤職。当时他奉命赴天津租界潜伏后，遭到日本特务机关破获，他本人侥幸逃出。逃亡途中经过中国共产党的解放区，被中国共产党方面拦截。当时正值第二次国共合作，中国共产党方面招待他，并带他参观解放区。1938年，孫佩蒼被任命为第一届国民参政会参政员，1940年又连任为第二届国民参政会参政员。
民国三十一年（1942年）1月1日至1月7日，“四川美術協會主辦第一次美術展覽會”预定在成都城守東大街四川省立圖書館二樓举办。该展览会分为两部分：“（一）油畫之部——本國現代畫家八人 吳作人 呂斯百 秦宣夫 唐一禾 王臨乙 呂霞光 李瑞年 黃顯之。（二）西洋美術作品及複製之部——孫佩蒼先生搜藏。”时任四川美术协会会长、四川省文化厅厅长、孙佩苍留法时期的老友郭有守撰写《第一次美展出品人介绍》，发表在1942年1月2日《中央日报·中央副刊》（成都版）上，其中详述了孙佩苍收藏的来由及孫佩蒼想在四川省创办一座美术馆的心愿。
1942年1月3日，孫佩蒼在成都公立醫院逝世，享年52岁。中央社报道为因胃疾而病逝。孫佩蒼逝世后，国民參政會秘書長王世傑奉蔣中正主席囑，特電孫佩蒼家屬致唁云：“頃聞孫先生逝世，經陳奉□蔣主席囑、雨珊先生、從事教育、贊襄政治、均著績效、茲聞溘逝、至為愴悼、應致弔唁、等因。特此奉達、即希察照。”
对于孫佩蒼突然死亡，汪精卫政权方面的《时报》1942年1月7日报道称：“【中華社上海六日電】某萬接重慶電：渝偽參政會參政員孫佩蒼，近主張國共以同等地位參加反軸心同盟曾於十二月十九日由蓉電蔣表示意見，此項電文已被扣，一月三日晨孫氏突在成都寓所遭暗殺，中兩彈未死，兇手逸去，旋救治於公立醫院，因流血過多，當晚逝去，一般揣測，行兇者為藍衣社份子，被害原因與致蔣電報有關。”
1942年1月19日，孙佩苍一女三子刊登讣告：“訃告 先嚴孫參政員佩蒼公字雨珊，慟於民國三十一年下午五時成都公立醫院，享年五十有二歲，擇吉一月二十日安葬成都城北鳳凰山陽，哀此訃。”据此，孫佩蒼1月20日安葬于成都城北鳳凰山陽。1942年1月24日，林风眠在中央文化运动委员会第16次会上说：“美术家孙佩苍在成都去世，很是凄惨，请拨给1000元治丧费吧。”该委员会主任委员张道藩随即同意。
孙佩苍收藏的东西方美术作品数量丰富，价值可观。中国油画有徐悲鸿、吴作人的作品。西画有德拉克罗瓦、亨利·埃米利安·卢梭、劳伦斯、迪亚兹、图尔斯、道墨、卡里尔、普桑、库尔贝、列宾等18世纪以来的名家作品。国画主要为明朝、清朝、中华民国时期作品，包括虚谷、任熊、任伯年、张大千、谢稚柳等的作品。徐悲鸿、张大千、谢稚柳、汪亚尘等人和孙佩苍有信件与作品往来。

## 延伸阅读
- 孙元，寻找孙佩苍，广西师范大学出版社，2014年
- 常任侠，冰庐失宝记，载 说画集，华夏出版社，1997年
  - 常任侠，冰庐失宝记，载 冰庐锦笺：常任侠珍藏友朋书信选，国家图书馆出版社，2008年
- 蒋碧微，蒋碧微回忆录（第11版），皇冠杂志社，1993年8月